# Saint-Briac-sur-Mer
Saint-Briac-sur-Mer település Franciaországban, Ille-et-Vilaine megyében. Lakosainak száma 2228 fő (2022. január 1.). Saint-Briac-sur-Mer Pleurtuit, Saint-Lunaire, Lancieux és Beaussais-sur-Mer községekkel határos.

## Népesség
A település népessége az elmúlt években az alábbi módon változott:
| Lakosok száma | 1666 | 1691 | 1825 | 1948 | 1965 | 1991 | 2070 | 2193 | 2205 | 2228 |
|               | 1968 | 1982 | 1990 | 2006 | 2013 | 2015 | 2017 | 2019 | 2020 | 2022 |